# Sutura occipitomastoidea
La sutura occipitomastoidea es una sutura del cráneo entre el hueso occipital y la porción mastoidea del hueso temporal. Está a continuación de la sutura lambdoidea.

## Imágenes adicionales
|                                                         |
| Ubicación de dos huesos: Hueso temporal Hueso occipital |

|                    |
| Vista desde abajo. |

|                                              |
| Base de la cabeza ósea. Superficie inferior. |